# Dolph van der Scheer
Adolph Frederik „Dolph“ van der Scheer (18. dubna 1909 Zutphen – 31. srpna 1966 Rotterdam) byl nizozemský rychlobruslař.
Na velkých mezinárodních závodech se poprvé objevil v roce 1928, kdy startoval na Mistrovství Evropy, o rok později byl na evropském šampionátu čtvrtý, stejně jako v roce 1930. Na Mistrovství světa 1930 vybojoval bronzovou medaili, což se mu podařilo i na kontinentálním šampionátu 1931. V letech 1934 a 1935 nestartoval. Zúčastnil se Zimních olympijských her 1936 (500 m – 14. místo, 1500 m – 9. místo, 5000 m – 10. místo, 10 000 m – 16. místo). Po sezóně 1935/1936 přestal závodit, k rychlobruslení se vrátil roku 1940. Sportovní kariéru ukončil v roce 1941, ještě v roce 1948 se ale zúčastnil jednoho závodu.